# Вбивство Ірини Фаріон
Вбивство Ірини Фаріон скоєно 19 липня 2024 року о 19:22 (за київським часом), у Львові на вулиці Томаша Масарика. Її поранили в голову та госпіталізували. О 23:20 вона померла в реанімації. Було порушено кримінальну справу, за кілька днів затримано підозрюваного.

## Особа вбитої
Ірина Фаріон була мовознавицею, громадською діячкою, народним депутатом VII скликання й професором кафедри української мови Львівської політехніки. Була відома різкими заявами та часто потрапляла в скандали. 2019 року заявила, що російськомовне населення східних регіонів України є «авторами війни», «якби не було отих москворотих, не мав би кого Путін захищати». 
2023 року, під час інтер'ю з Еммою Антонюк, так висловилася про Маріуполь, який захопили російські війська, та його мешканців: «Це кармічність… Є закон, який називається детермінізм. […] Все, що ми зараз маємо — це причина та наслідки», далі наголосивши на українській практиці голосування за проросійських політиків. В інтерв'ю Яніні Соколовій у листопаді 2023 року заявила, що не може назвати українцями російськомовних військовиків ЗСУ, зокрема йшлося про воїнів полку «Азов». Ці та інші висловлювання викликали обурення частини суспільства та широкий резонанс у ЗМІ.

## Перед убивством
За три години до вбивства Фаріон зробила останній допис у соцмережах з анонсом виходу нового епізоду «Гену українців», своєї програми на львівському телеканалі «НТА», наступного понеділка. За словами друга родини, незадовго до замаху вона телефонувала дочці й повідомила їй про завершення запису відео для власного YouTube-каналу та готовість заїхати до неї з онуками на вечерю. Наступного дня Фаріон планувала вирушити із сім'єю на море в Болгарію для відпочинку на два тижні.

## Перебіг подій
О 19:22 19 липня 2024 року Фаріон поранено в потилицю із застосуванням вогнепальної зброї біля будинку № 3 у Львові по вулиці Томаша Масарика, де вона жила. Фаріон з валізою в руках чекала на таксі. За словами свідків, вона вийшла з будівлі, потім до неї підбіг невідомий у рукавичках і з пістолетом, один раз вистрілив у голову й втік. Пістолет був без глушника. Станом на 20:00 за місцевим часом медпрацівники забрали постраждалу до лікарні Святого Пантелеймона Першого медоб'єднання Львова. У цей час про замах на Фаріон стало відомо у соціальних мережах. Після госпіталізації вона перебувала в критичному стані, глибокій мозковій комі та на штучній вентиляції легень. Попри медичну допомогу, Фаріон померла в лікарні Святого Пантелеймона о 23:20, не приходячи до тями.

### Похорон
Похорон Фаріон відбувся 22 липня 2024. Попрощатися з нею прийшли кілька тисяч людей біля Гарнізонного храму святих апостолів Петра і Павла у Львові. Похована на львівському Личаківському цвинтарі, неподалік могили Володимира Івасюка.

## Розслідування
Слідство розглядає дві версії мотивів убивства: «громадська, політична діяльність» і «особиста неприязнь». Стверджують, що вбивця чи його спільник понад тиждень стежив за будинком, в якому мешкала Фаріон, і ретельно спланував напад. За словами міністра внутрішніх справ Ігоря Клименка, на місці вбивства знайдено гільзу та встановлено калібр зброї. З'ясовано, що постріл здійснено кулею 9 мм. Проте, правоохоронці досі не знайшли зброю, з якої вбили мовознавицю.
21 липня правоохоронні органи оприлюднили зовнішність людини, яка може бути причетна до вбивства Ірини Фаріон, та оголосили розшук. Цього ж дня поліція знайшла дачний будинок у лісовій місцевості урочища Голоско в Шевченківському районі Львова, де, за версією слідства, міг переховуватися вбивця. У ньому знайшли речі, які могли належати нападнику, зокрема пластиковий посуд, матрац, подушки, попільничку з недопалками та інші предмети. За показами свідків, убивця також стежив щодня з 11 липня, сидячи біля сусіднього під'їзду й залишаючи місце лише на кілька годин в обід. Іноді він носив сумку, в якій, на думку поліції, була зброя.
24 липня відповідальність за вбивство взяло на себе російське неонацистське угруповання NS/WP Crew, члени якого, за їх словами, вбили мовознавицю як «шкідницю та расову зрадницю», додавши до заяви 10-секундний відеоролик нібито з моментом самого вбивства. За словами Клименка, тунель та автівка з відео збігаються з тими, що були у дворі загиблої. Там був також опублікований маніфест, автор якого мотивував вбивство тим, що Фаріон розпалювала ненависть за мовною ознакою всередині українського суспільства. 
Слідство припускає, що постріл було здійснено зі переробленого стартового пістолета. «Такі патрони надходили в Україну у 2017—2018 роках, загалом надійшло близько 1 млн штук. Це специфічна куля, небойова. Зараз маємо встановити, де ця куля була придбана, можливо, на чорному ринку», — зауважив Ігор Клименко. В історії вебпереглядів телефону хлопця правоохоронці побачили посилання на пошук стартового пістолета, який він підшуковував ще з середини травня. Слідство встановлює, де підозрюваний міг навчатися стрілецькій справі. Під час обшуку 14 серпня правоохоронці знайшли пістолет ФОРТ 12-Р, магазин, набої та ще низку доказів.

### Підозрюваний
25 липня у місті Дніпрі затримано 18-річного підозрюваного у вбивстві — В'ячеслава Зінченка. Під час розслідування перевірено маршрут відходу вбивці та оглянуто 100 га лісу. Його особу встановили завдяки фото та зображенням із камер відеоспостереження. Він орендував щонайменше три квартири у Львові під час підготовки до злочину. Його затримали, слідство вважало його виконавцем злочину. На одному з відео можна помітити підозрюваного за пів хвилини до пострілу. На іншу камеру потрапило його перевдягання. Деякий одяг, як вважають «для маскування», панаму, окуляри, сумку тощо підозрюваний відправив у Львів із Дніпра «Новою поштою».
В'ячеслав Зінченко народився 2006 року. У 2023 році закінчив Дніпровську гімназію № 62 та вступив до Дніпровського університету внутрішніх справ на заочне навчання. При затриманні в його телефоні виявлено ненадіслану прощальну записку батькам, два рядки якого правоохоронці оприлюднили. Батько затриманого, який перебуває на фронті, заявив, що його син не мав мотивів для вбивства Фаріон та «не мав українофобських поглядів» і є патріотом. Матір працює в навчальному закладі в Дніпрі, у коментарі вона заявила, що Зінченко не міг вистрілити, бо не мав ні мотивів, ні досвіду. На її думку, людина на фото не схожа на її сина, який міг би бути максимум співучасником. Також вона розповіла, що не помітила підозрілого у поведінці сина та не впізнала на фото ймовірного кілера в панамі. Також повідомила, що син хотів стати військовиком, у березні закінчив курси на оператора БПЛА.
За інформацією ЗМІ, Зінченко в Telegram нібито «критикував євреїв на чолі України та стверджував, що українські праві рухи (Азов та Правий сектор) воюють за інтереси євреїв в обмін на заохочення від них» тощо.
У залі суду під час обрання йому запобіжного заходу підозрюваний не визнав своєї вини, а численні запитання журналістів про вбивство назвав «нудятиною».
У листопаді Галицький суд Львова під час засідання залишив підозрюваного під вартою на 60 днів (до 12 січня 2025 року) без права внесення застави. У грудні відбулася перекваліфікація справи. На підставі зібраних доказів дії підозрюваного були перекваліфіковані за статтями: п. 8, 14 ч. 2 ст. 115 КК України — «умисне вбивство, пов'язане з виконанням громадського обов'язку та з мотивів національної нетерпимості»; ч. 1 ст. 263 КК України — «незаконне володіння вогнепальною зброєю». Слідство отримало інформацію з Google-обліковника Зінченка, звідки стало відомо про пошукові запити, численні відвідини форуму зброярів та підписки месенджері на дві ксенофобські групи, зокрема, пов'язану з російською неонацистською організацією.
3 січня 2025 року Шевченківський суд Львова продовжив Зінченку запобіжний захід у вигляді тримання під вартою без застави на 60 діб – до 4 березня 2025 року включно.
26 лютого 2025 року Зінченку продовжили арешт без застави на 60 діб, до 24 квітня.
9 квітня 2025 року Зінченку продовжили арешт до 8 червня. 5 червня арешт продовжили до 4 серпня, 21 липня арешт продовжили до 19 вересня.

## Реакція
Президент України Володимир Зеленський засудив напад, а також заявив, що виконавці злочину мусять понести відповідальність.
Керівник ГУР Міністерства оборони України Кирило Буданов заявив, що «ворог прагне використати будь-які інструменти, аби роз'єднати нашу націю». «Холоднокровне вбивство відомої мовознавиці — виклик для всього українського суспільства, злочин проти основоположних прав і свобод українців. Ця трагедія вкотре продемонструвала: ворог прагне використати будь-які інструменти, аби роз'єднати нашу націю». За його словами, Фаріон «загинула за українську позицію».
ВО «Свобода», до якого належала Фаріон, заявило, що вбивство вигідно Росії: «За українську мову москва стріляє у скроню». Злочин, на їхню думку, став можливим через відсутність очищення влади з початку повномасштабного вторгнення. Також партія обіцяла фінансову винагороду за будь-яку інформацію, що допоможе впіймати вбивцю. Осередок ВО «Свобода» в США оголосив винагороду у розмірі $10 тис. за інформацію, що сприятиме затриманню злочинця.
Колишній генеральний прокурор України Юрій Луценко назвав убивство «демонстрацією ефективності» нового очільника 5-го управління ФСБ РФ з оперативної інформації та міжнародних зв'язків Олексія Комкова.
Письменниця Оксана Забужко припустила наявність «російського сліду» в убивстві та піддала сумніву те, що затриманий юнак був причетним до нього через показові прогулянки перед камерами. Забужко зазначила, що це вбивство було подібним до вбивства Гавриїла Костельника 1948 року.
23 липня на пленарному засіданні Львівської міської ради депутати запропонували перейменувати одну з вулиць на честь Ірини Фаріон у рамках деколонізації у Львові, Брюховичах чи Винниках. 2 серпня 2024 Івано-Франківська міська Рада прийняла рішення щодо перейменування вулиці Гвардійської на Ірини Фаріон в Івано-Франківську та затвердили програму українізації пам'яті Ірини Фаріон в Івано-Франківській громаді.